# 경덕전등록
경덕전등록(景德傳燈錄, Transmission of the Lamp)은 송나라 북송 진종 경덕(景德) 원년(1004년)에 황제의 명으로 고승 도언(道彦)이 출판한 불교 서적이다. 1700칙(則)의 공안이 기록되어 있다. 전등록이라고도 한다.

## 역사
30권으로 되어 있으며, 중국 선종(禪宗)의 가장 대표적인 역사서로 널리 읽히고 있다.
1251년 완성된 고려 팔만대장경에 수록되었다.
1971년 동국역경원에서 한글대장경으로 출판했다. 3권의 책으로 판매되었다.
2016년 현재 한국불교의 압도적 주류인 임제종 간화선 수행에서, 명상의 대상으로 정신집중을 하는 화두는 1700개라고 하는데, 전등록에 실린 화두가 1700개여서 그렇게 부른다.

## 벽암록
1125년 원오극근이 저술한 벽암록은 임제종의 종문제일록으로 불린다. 운문종 설두중현이 경덕전등록 1700칙 공안 중에서 중요한 100칙을 골라서 송을 붙여 설두송고(雪竇頌古)를 저술했다. 설두송고를 임제종 원오극근이 다시 주석을 달아 벽암록이라고 하였다.
전등록의 1700개 화두가 모두 활구는 아니라서, 사구가 상당히 포함되어 있다고 알려져 있는데, 원오극근은 천축 48대, 중국 21대 조사스님이라서, 벽암록의 100개 화두가 좀더 가치 있다고 평가받는다.

## 혜거국사
전등록에는 고려 최초의 국사인 도봉산 혜거국사의 공안이 실려있다. 서울 도봉산 망월사에서 오래 살아서, 도봉산 혜거 국사라고 부른다. 전등록 제25권에서 청양문익 선사의 법을 이은 고려 도봉산 혜거국사를 서술하고 있다. 1066년 혜거국사가 망월사를 중건했다. 도봉산 망월사 근처에 경기도 유형 문화제 제122호인 혜거국사부도가 있다.

## 같이 보기
- 간화선